# Кубок Сан-Марино з футболу 2019—2020
Кубок Сан-Марино з футболу 2019–2020 — 60-й розіграш кубкового футбольного турніру в Сан-Марино. Титул захищав Тре Фйорі. У зв'язку з Пандемією COVID-19 16 червня 2020 року Футбольна федерація Сан-Марино вирішила припинити проведення турніру Переможця визначено не було.

## Календар
| Раунд        | Дата                              | Матчі | Клуби  |
| ------------ | --------------------------------- | ----- | ------ |
| Перший раунд | 26-27 жовтня/ 9-10 листопада 2019 | 14    | 15 → 8 |
| 1/4 фіналу   | 26-27 листопада/10-11 грудня 2019 | 8     | 8 → 4  |
| 1/2 фіналу   |                                   | 4     | 4 → 2  |
| Фінал        |                                   | 1     | 2 → 1  |

## Перший раунд
Раунд пропускає минулорічний володар кубка Тре Фйорі, клуб розпочне змагання із чвертьфіналу.
| Команда 1                   | Заг. | Команда 2  | 1-й матч | 2-й матч |
| --------------------------- | ---- | ---------- | -------- | -------- |
| 26 жовтня/10 листопада 2019 |      |            |          |          |
| Фольгоре Фальчано           | 4:1  | Фаетано    | 2:1      | 2:0      |
| Ювенес-Догана               | 2:3  | Лібертас   | 2:1      | 0:2      |
| Сан-Джованні                | 1:5  | Космос     | 1:4      | 0:1      |
| Пеннаросса                  | 4:5  | Ла Фіоріта | 2:3      | 2:2      |
| 27 жовтня/9 листопада 2019  |      |            |          |          |
| Доманьяно                   | 2:1  | Фйорентіно | 2:1      | 0:0      |
| Віртус                      | 1:5  | Кайлунго   | 1:2      | 0:3      |
| Мурата                      | 2:4  | Тре Пенне  | 0:2      | 2:2      |

## 1/4 фіналу
| Команда 1                   | Заг. | Команда 2  | 1-й матч | 2-й матч |
| --------------------------- | ---- | ---------- | -------- | -------- |
| 26 листопада/11 грудня 2019 |      |            |          |          |
| Тре Фйорі                   | 8:2  | Доманьяно  | 4:1      | 4:1      |
| 27 листопада/10 грудня 2019 |      |            |          |          |
| Фольгоре Фальчано           | 4:2  | Лібертас   | 2:1      | 2:1      |
| Космос                      | 1:8  | Ла Фіоріта | 1:3      | 0:5      |
| 27 листопада/11 грудня 2019 |      |            |          |          |
| Кайлунго                    | 0:11 | Тре Пенне  | 0:5      | 0:6      |